# Roodooremoesluiper
De roodooremoesluiper (Stipiturus malachurus) is een endemische zangvogel uit de familie Maluridae (elfjes).

## Kenmerken
Deze vogel heeft een lange staart, gevormd door 6 broze veren. De lichaamslengte bedraagt 15 tot 19 cm.

## Verspreiding en leefgebied
Deze soort komt voor in de zuidelijke kuststreken van Australië en telt acht ondersoorten:
- S. m. malachurus: oostelijk en zuidoostelijk Australië.
- S. m. littleri: Tasmanië.
- S. m. polionotum: zuidoostelijk Zuid-Australië en zuidwestelijk Victoria.
- S. m. intermedius: Mount Loftygebied.
- S. m. halmaturinus: Kangaroo Island.
- S. m. parimeda: zuidelijk Eyre-schiereiland.
- S. m. westernensis: zuidwestelijk Australië.
- S. m. hartogi: Dirk Hartogeiland.

## Status
De grootte van de populatie is niet gekwantificeerd maar de soort wordt omschreven als schaars. Op de Rode lijst van de IUCN heeft deze soort de status niet bedreigd.